# Publius Valerius Comazon
Publius Valerius Comazon (tué 222) est un homme politique de l'Empire romain.

## Biographie
Publius Valerius Comazon commence sa carrière militaire en Thrace sous le gouvernement de Commode. Après l'accession de Macrin au trône en 217, Comazon orchestre une révolte au sein de la Legio III Gallica pour assurer le trône à Héliogabale, lié à la dynastie des Sévères. Comazon est récompensé par plusieurs postes importants dans l'empire, préfet du prétoire , consul (220) et préfet de Rome entre 220 et 222. 
Après le meurtre de Héliogabale, Comazon fait partie des personnes assassinées par les prétoriens en 222.